# 蕉渓鎮
蕉渓鎮（しょうけいちん）は中華人民共和国湖南省長沙市瀏陽市の鎮。

## 行政区画
- 金雲村
- 早田村
- 水源村
- 常豊村
- 蕉渓村
- 高升村

## 経済

### 名物・特産品
- イネ
- 煙
- 生薬
- 楠竹
- 油茶

## 地理
蕉渓鎮は瀏陽市の西部に位置し、北は淳口鎮と、北西は北盛鎮と、西は洞陽鎮と、東は関口街道と、南は集里街道とそれぞれ接している。
- 河川：瀏陽河
- 湖沼：万豊湖、石洞湖

## 教育
- 蕉渓中学

## 交通

### 道路
- 国道：319国道、106国道
- 高速道路：長瀏高速道路、大瀏高速道路
- 開元大道、梁高線、金陽大道

## 観光
- 泉台書院
- 沙徳古橋
- 彭家老屋